# Gueorgui Feodóssievitx Voronoi

Tessel·lat o diagrama de Voronoi.

Gueorgui Feodóssievitx Voronoi   (Juravka, Piriatin, 16 d'abril de 1868 (Julià) - Varsòvia, 7 de novembre de 1908 (Julià)), en rus Георгий Феодосьевич Вороной, fou un matemàtic rus de descendents ucraïnesos. Entre altres treballs és conegut per definir els diagrames de Voronoi. Va estudiar des del 1889 a la Universitat de Sant Petersburg on va ser deixeble d'Andrei Màrkov. Des del 1894 fou professor de la Universitat de Varsòvia i treballà en fraccions contínues. Voronoi va morir el 20 de novembre de 1908 a Varsòvia. El 2008 Ucraïna va emetre una moneda de dues hrívnies commemorant el centenari de la seva mort.